# 鄭幽公
鄭幽公（？—前423年），姬姓，名已，為鄭國第二十三任君主，鄭共公之子，在位1年。
前423年韓武子伐鄭，殺幽公。